# Periclimenes richeri
Periclimenes richeri är en kräftdjursart som beskrevs av Bruce 1990. Periclimenes richeri ingår i släktet Periclimenes och familjen Palaemonidae. Inga underarter finns listade i Catalogue of Life.